# Peter Clines

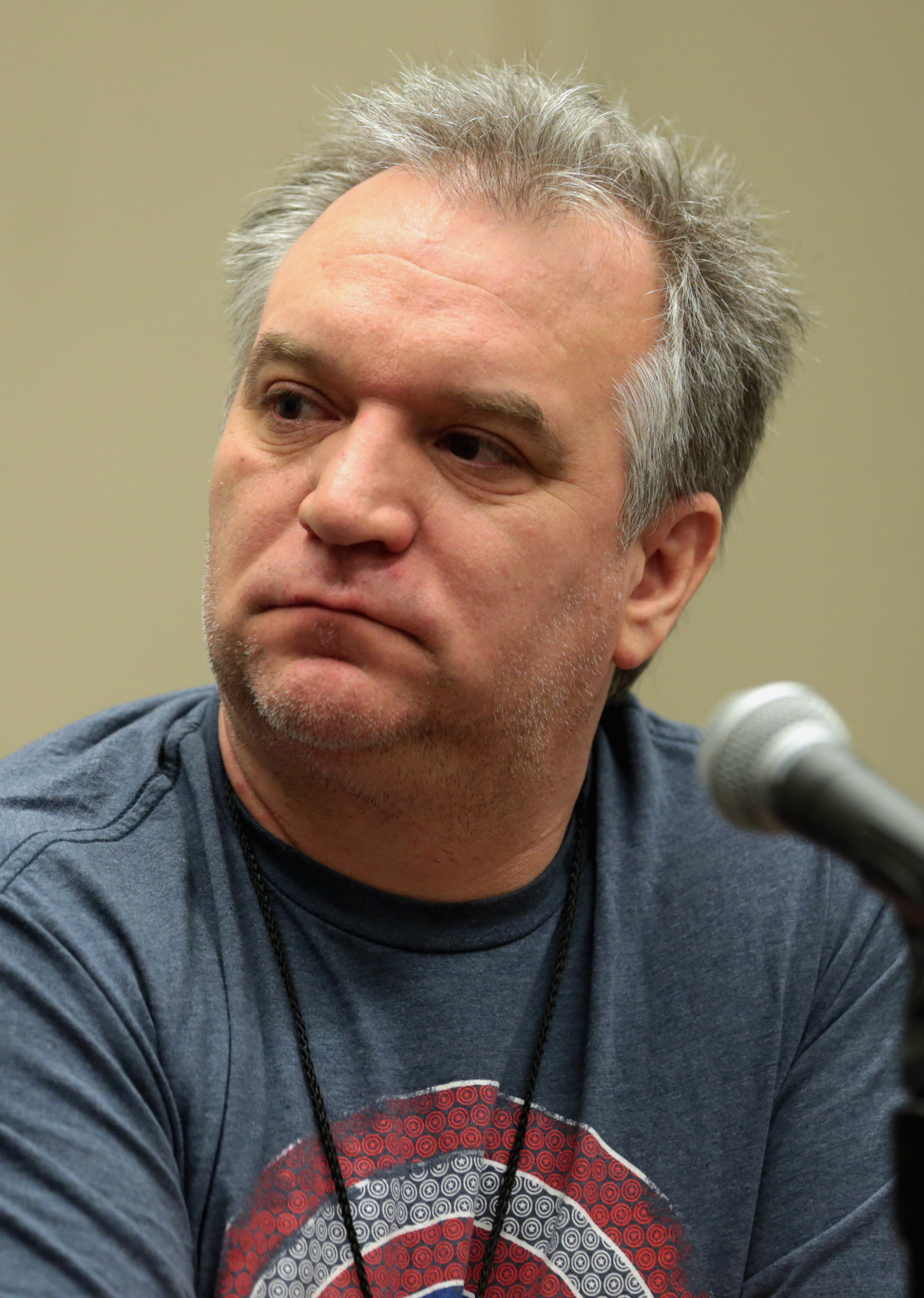
Peter Clines auf der Phoenix Fan Fusion im Mai 2018

Peter Clines (* 31. Mai 1969 in Cape Neddick, Maine) ist ein amerikanischer Science-Fiction-Autor.

## Biografisches
Clines wuchs im US-Bundesstaat Maine auf und studierte Literaturwissenschaft, Archäologie und Physik. Er lebt und arbeitet heute in Südkalifornien.

## Romane
- Ex-Heroes (2013; auf Deutsch erschienen als: Ex-Helden. Karlsdorf bei Graz: mkrug 2013; ISBN 978-3-902607-82-9)
- Ex-Patriots (Ex-Heroes II, 2013)
- Ex-Communication (Ex-Heroes III, 2013)
- Ex-Purgatory (Ex-Heroes IV, 2014)
- Ex-Isle (Ex-Heroes V, 2016)
- The Fold (2015; auf Deutsch erschienen als: Der Spalt. München: Heyne 2016. ISBN 978-3-453-31705-5)
- 14 (auf Deutsch erschienen als: Der Raum. München: Heyne 2017; ISBN 978-3-453-31642-3)
- Paradox Bound (auf Deutsch erschienen als: Die Schleife. München: Heyne 2019; ISBN 978-3-453-31973-8)